# Коллобер, Даниэль
Даниэль Коллобер (фр. Danielle Collobert, 23 июля 1940, Ростренен — 23 июля 1978, Париж) — французская писательница, журналистка.

## Биография
Мать — школьная учительница. Во время войны и оккупации Даниэль воспитывалась у родственников; отца, участника Сопротивления, увидела только после освобождения страны. В 1945 году семья переселилась в Париж. Даниэль начала писать с 1956 года. Поступила в Эколь Нормаль, но в 1961 году бросила учебу. Работала в художественной галерее, опубликовала на собственные средства первую книгу «Песни времен войны» (1961), но позже уничтожила её тираж. Поддерживала Фронт национального освобождения, из-за своей политической деятельности была вынуждена покинуть Францию, жила в Италии, переводила с итальянского языка. Сотрудничала с прессой Алжирского Сопротивления. Книга «Убийство», которую сама она считала первой, после отказов других издательств вышла у Галлимара в 1964 году при поддержке Реймона Кено. В 1968 году находилась в Праге, когда туда вошли советские танки. В 1970-е годы много путешествовала. Покончила с собой в день своего рождения в парижской гостинице на улице Дофина.

## Книги
- Chants des guerres, Éditions P.-J. Oswald, 1961 (переизд.: Éditions Calligrammes, Quimper, 1999).
- Убийство/ Meurtre, Gallimard, Paris, 1964.
- Ночи на вершинах/ Des nuits sur les hauteurs, Éditions Denoel (предисловие Итало Кальвино)
- Dire : I—II, Paris, Seghers : Laffont, 1972
- Il donc, Laffont, Paris, 1976
- Выживание/ Survie, Éditions Orange Export Ltd, 1978.
- Cahiers, Seghers-Laffont, 1983
- Recherche, Fourbis, 1990.

## Сводные издания
- Œuvres I, P.O.L, 2004 (Meurtre, Dire I—II, Il Donc, Survie), édition préparée et présentée par Françoise Morvan, préface de Jean-Pierre Faye.
- Œuvres II, P.O.L, 2005, édition préparée et présentée par Françoise Morvan, avec " Suite & fin " d’Uccio Esposito-Torrigiani et notice biographique de Françoise Morvan.

## Наследие и признание
Написанное Коллобер было собрано и выпущено двумя томами в издательстве P.O.L. (2004—2005). Её стихи и записные книжки переведены на английский, немецкий, итальянский, каталанский языки. Перевод первой книги её стихов на английский вошел в короткий список Премии за лучшую переводную книгу (2014).